# LaPaz Icefield 031117
LaPaz Icefield 031117 (LAP 031117) – meteoryt znaleziony w 2003 w Antarktyce. Obiekt ma masę 4,173 grama i należy do chondrytów węglistych z grupy CO3. W 2013 w meteorytach LaPaz Icefield 031117 i Grove Mountains 021710 odkryto ziarenka ditlenku krzemu (SiO2), które powstają m.in. w wybuchach supernowych.

## Pochodzenie i budowa
Oba wymienione meteoryty zostały znalezione w 2003 roku. Obiekt LaPaz Icefield 031117 znaleźli Amerykanie, a Grove Mountains 021710 Chińczycy. Pierre Haenecour z Washington University stwierdził, że w obu znajduje się bardzo dużo izotopu tlenu 18, który powstaje podczas eksplozji supernowych typu II. Supernowe te powstają w wyniku eksplozji gwiazd o masie przekraczającej 9 mas Słońca. Identyfikacja wieku ziaren dowodzi, że są starsze od Układu Słonecznego. Ustalenie wieku ziaren było możliwe dzięki temu, że zachowały swoją wyjątkową mieszaninę izotopów. Według badaczy może to być dowód na to, że do powstania Układu Słonecznego przyczynił się pobliski wybuch supernowej. Bardzo zbliżony skład izotopowy ziaren znalezionych w dwóch różnych meteorytach sugeruje, że prawdopodobnie pochodzą z tego samego wybuchu.